# Provincia de Casanare
La provincia del Casanare, también llamada gobierno del Casanare durante la época imperial española, fue una entidad administrativa y territorial de la Nueva Granada, creada en 1660 como corregimiento del Virreinato del Perú. En 1717 una Real Cédula expedida por el rey Felipe V de España creó el Virreinato de Nueva Granada, por medio de la cual la provincia fue agregada a este último.
Durante la época de emancipación de las colonias americanas (1810-1816), Casanare se incorporó a las Provincias Unidas de la Nueva Granada. En la época de la Gran Colombia hizo parte del Departamento de Boyacá, el cual cubría territorialmente todo lo que hoy es el oriente de Colombia.
Posteriormente a la disolución de este país (1830) perteneció a la República de la Nueva Granada, de carácter centralista, hasta que finalmente se implantó el sistema federal en la Nueva Granada en 1858 y la provincia pasó a ser entonces una de las provincias constituyentes del Estado Soberano de Boyacá, unión que perduraría hasta el siglo XX cuando se inició su vida independiente como intendencia y luego actual departamento.

## Historia

### Antecedentes
La región de los llanos del Casanare estaba poco habitada por aborígenes, por lo cual su conquista y poblamiento fue más lenta si se le compara con otras regiones del país. A pesar de ello existían variados grupos tales como los Tunebos, Guahibos, Tames, Sálivas, Yarures, Achaguas, Cusianas y Guayupes, entre otros.
Una vez que Gonzalo Jiménez de Quesada conquistó el país de los Chibchas, designó a su capitán Juan de San Martín para que explorara y reclamara para España la región llanera. Sin embargo debido a la imposibilidad de cruzar la Cordillera Oriental no pudo concretar su misión. Después de esta primera exploración se dieron otras, pero todas con la intención de buscar en estas tierras el fabuloso El Dorado.
En octubre de 1534 Alonso de Herrera recorre por primera vez el río Meta en toda su extensión, siendo por tanto el primero en explorar buena parte del Casanare. Después de fuertes combates con los Achaguas, muere a manos de estos sien do enterrado posteriormente en las orillas del río que descubrió. En 1537 Nicolás de Federmán parte de la ciudad venezolana de Coro y emprende una exploración que lo lleva por buena parte de lo que actualmente son Arauca y Casanare, para luego subir las empinadas pendientes de la cordillera Oriental y llegar a la Sabana de Bogotá donde se encontró con Gonzalo Jiménez de Quesada y Sebastián de Belalcázar en una reunión tanto histórica como inesperada.

### Dominio español
En el siglo XVII fue creada la Gobernación de Los Llanos, que comprendía desde el río Arauca hasta el río Guaviare, que en 1660 fue dividida en las provincias de San Juan (al sur del río Meta) y de Santiago (al norte del mismo río). 
Es a partir de 1750 que la provincia adquiere importantes avances en el campo económico con la apertura de caminos y mayor poblamiento del interior. Este último fue posible gracias a las misiones religiosas de los dominicos y los jesuitas, quienes convirtieron gran parte de la población indígena presenta al catolicismo.
La Insurrección de los comuneros del 16 de marzo de 1781 tuvo una gran repercusión en la región llanera. Las poblaciones de Pore, Santiago de las Atalayas y Santa Rosa de Chiré se levantaron en armas contra la Corona española siendo este movimiento respaldado por una amplia población indígena. Sin embargo este movimiento fue rápidamente sofocado por José Antonio Villalongo, cuyos métodos de "pacificación" le trajeron graves consecuencias al Casanare: muchos poblados fueron abandonados, la huida de la población indígena a otras provincias y la usurpación de sus posesiones y de los jesuitas.

### Emancipación
Entre 1807 y 1808 las tropas francesas al mando de Napoleón Bonaparte invadieron a España y este nombró rey a su propio hermano José Bonaparte. Es así como España vivió su propia guerra de independencia contra Francia entre 1800 y 1814, momento que aprovecharon sus colonias para reclamar su derecho a ejercer un autogobierno. En dicha época se gestan en los llanos guerrillas patriotas que servirían de apoyo a los sucesos independentistas acontecidos el 20 de julio de 1810.
En 1810, Santafé de Bogotá y otras localidades de la Nueva Granada establecieron Juntas Supremas. Dichas juntas eran la de Santa Fe de Antioquia (presidida por Francisco de Ayala), la de Cali (Joaquín de Caizedo y Cuero), la de Cartagena (José María García de Toledo), la de Mompós (José María Salazar y José María Gutiérrez de Caviedes), la de Neiva (José Domingo Falla), la de Pamplona (Domingo Tomás de Burgos), la de Popayán (Miguel Tacón, substituido por Joaquín de Caizedo y Cuero), la de Santa Marta (Víctor de Salcedo), la del Socorro (José Lorenzo Plata), la de Sogamoso (Domingo José Benítez), la de Tunja (Juan Agustín de la Rocha), la de Nóvita (Miguel Antonio Moreno), la de Mariquita (Francisco de Mesa y Armero), la de Girón (Eloy Valenzuela) y la de Citará (José María Valencia). Estas provincias crearon la Primera República independiente de Colombia conocida como Provincias Unidas de la Nueva Granada.
El 13 de septiembre de 1810 se proclamó la independencia del Casanare en medio de una continua lucha guerrillera contra los realistas. Los representantes de la junta de gobierno empezaron a negociar el 15 de mayo de 1813 su unión a Cundinamarca y el envío de tropas para mantener su independencia, pero en las semanas siguientes los realistas tomaron el poder, siendo entonces las guerrillas independentistas. José Antonio Páez llegó en 1814 desde Venezuela para ayudar a los patriotas, pero regresa a su patria el 29 de enero de 1815, en tanto se organizaron guerrillas a órdenes de Juan Nepomuceno Moreno.
Con la derrota de Napoléon en 1814 y el retorno al trono del rey Fernando VII, las autoridades españolas encabezadas por el mismo monarca decidieron enviar tropas a las Américas con el fin de reclamar de nuevo para España aquellos territorios que se habían proclamado independientes. Es entonces cuando comienza lo que se denomina en la historia colombiana como Régimen del terror, y los patriotas se ven en la necesidad de huir hacia los llanos del Casanare, donde permanecen como guerrillas que promueven levantamientos contra la corona de España, varias de ellas emcabezadas por Francisco de Paula Santander.

### Época republicana
Una vez liberadas la Nueva Granada y Venezuela, se expide el 17 de diciembre de 1819 en el Congreso de Angostura la Ley Fundamental que creó la República de Colombia, cuyo vicepresidente fue el medellinense Francisco Antonio Zea. El 12 de julio de 1821 el Congreso de Cúcuta, bajo la presidencia de José Manuel Restrepo, expidió la Constitución de Cúcuta, basada en la de Angostura, que dividió la República en departamentos y a éstos en provincias, perteneciendo entonces Casanare al departamento de Boyacá. El gobernador de la provincia durante esta época fue el coronel Juan Nepomuceno Moreno.
Ante la disolución de Colombia en 1830 y por Ley Fundamental del 17 de noviembre de 1831, Casanare adquirió el carácter de departamento. A pesar de esto los habitantes de la región fueron partidarios de declararse país independiente formando lo que se llamó el Gobierno Unido del Casanare, o de unirse a Venezuela. Sin embargo la propuesta fue rechazada por las autoridades venezolanas y Casanare se reintegró a la Nueva Granada el 21 de diciembre de 1831. En la constitución de 1832 la Nueva Granada se subdividió en provincias (las mismas de 1810), siendo Casanare una de ellas.
Al volver los conservadores al poder en 1855, el Congreso aprobó la conformación de estados federales. La Confederación Granadina de 1857 estuvo integrada por ocho Estados Federales, siendo uno de ellos el Estado Soberano de Boyacá, formado por las provincias de Tunja, Casanare, Tundama y Vélez. La tendencia al federalismo fue confirmada por la Constitución de 1858, que cambio el nombre del país a Confederación Granadina y adoptó el régimen federal.

## Geografía

### Límites

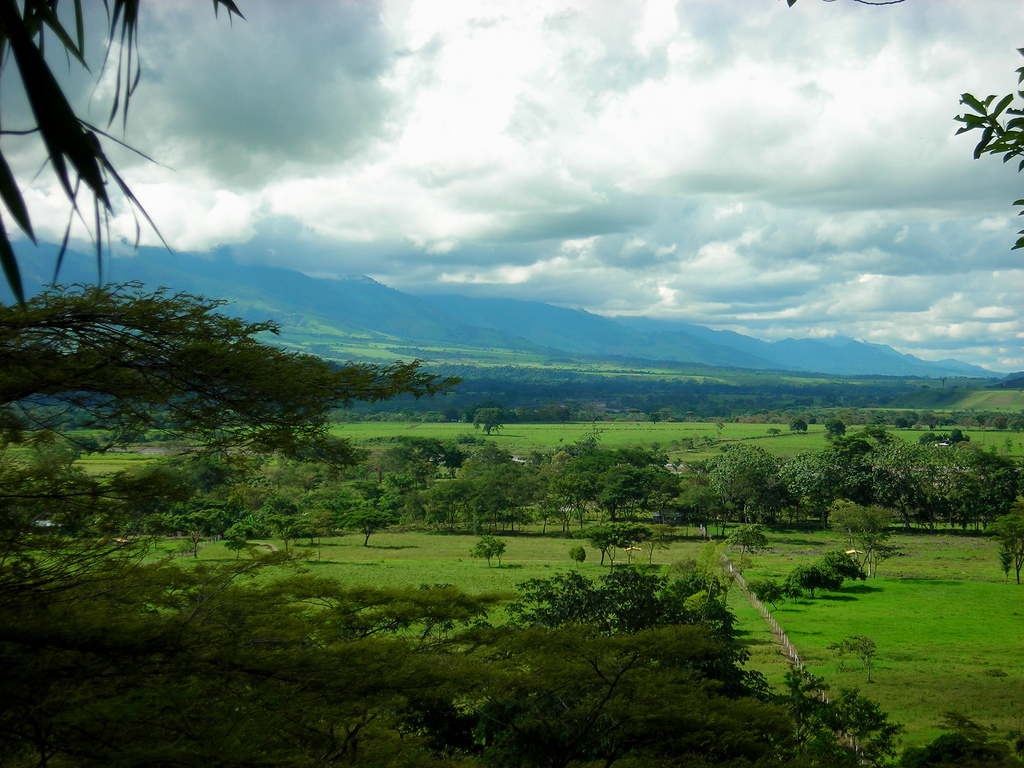
Panorama de los llanos orientales.

Los límites de la provincia no fueron estables a lo largo del periodo de dominio español en la región. El poco conocimiento del territorio y su escasa exploración no permitieron establecer límites determinados entre una y otra gobernación, salvo el caso de variaciones geográficas naturales plenamente identificables, salvo en el caso de los ríos Arauca al norte, y Meta al sur.
Al momento de la proclamación de independencia (1811), Casanare confinaba con las siguientes provincias (en el sentido de las agujas del reloj): Barinas, Santa Fe, Tunja y Pamplona. Los límites entre provincias no estaban del todo claros ya que, excepto por aquellas que eran formadas por accidentes naturales, nunca fueron determinados claramente. Sin embargo algunos informes generados en el siglo XIX detallaban los linderos de la provincia de acuerdo a varios documentos coloniales; el primero de ellos fue un informe del gobernador en 1825, didiendo que la provincia limitaba al norte con el río Arauca, al sur con los ríos Upía y Meta, al oriente con el sitio San José en el río Arauca, desde el cual se tomaba una línea imaginaria hasta el arrecifal Parure en el río Meta y desde allí hasta la desembocadura del Upía en el Meta, y al occidente la cordillera Oriental que separaba la Provincia de Casanare, de las provincias de Tunja y Pamplona. Agustín Codazzi en su viaje por la región en 1856 detalló los linderos de otra manera: al norte con el río Arauca, por el sur con el río Guaviare, al oriente con los ríos Guaviare y Meta y al occidente con la Cordillera Oriental de los Andes, comprendiendo los territorios que hoy ocupan los actuales departamentos del Meta, Casanare, Vichada y Arauca.

### Aspecto físico
La provincia de Casanare ocupaba buena parte de los que actualmente se conoce en Colombia como los llanos orientales. Era sin duda una de las regiones más grandes e inexploradas de la Nueva Granada. El territorio de la provincia consistía en una suave ondulación que comenzaba en las estribaciones de la Cordillera Oriental y terminaba aproximadamente en las orillas del río Orinoco.
El terreno estaba recorrido por un sinnúmero de ríos, quebradas y caños, de entre los cuales se destacaba los ríos Arauca, Casanare y Meta, que en aquellos días servía para la práctica de la pesca como actividad económica y para la comunicación y el comercio con otras regiones, especialmente de Venezuela.

### División territorial

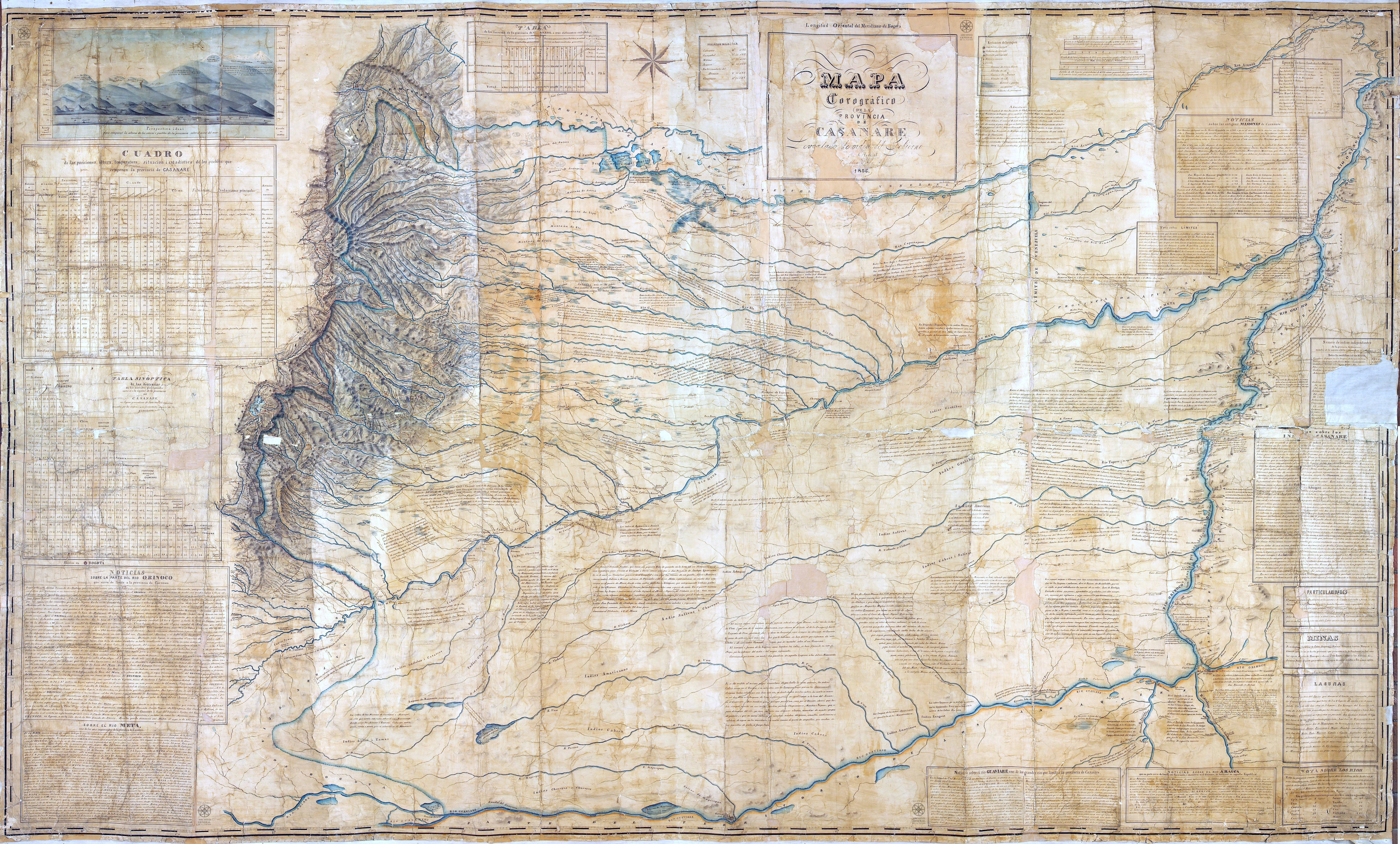
Provincia del Casanare en 1856.

Entre 1824 y 1846 la provincia estaba dividida en los cantones de Pore, Arauca, Chire, Macuco, Nunchía y Tame. Desde este año y hasta 1857 Casanare se dividió en los cantones de Moreno, Melgarejo, Arauca, Cisneros, Gutiérrez y Taguana.
Entre 1843 y 1851 la provincia estaba conformada por los siguientes cantones, distritos parroquiales y aldeas:
- Cantón de Pore: Pore, Moreno, Sácama, Támara y Trinidad.
- Cantón de Arauca: Arauca, Arauquita y Cuiloto.
- Cantón de Chire: Chire, Betoyes, Macaguane, Manare, Muneque, Tame y Ten.
- Cantón de Macuco: Macuco, Cafifí, Guayabal, Maquivor y Suramena.
- Cantón de Nunchía: Nunchía, Paya, Labranzagrande, Marroquín, Morcote y Pisba.
- Cantón de Taguana: Taguana, Barroblanco, Chámeza, Maní, San Pedro, Santiago y Zapatosa.

## Demografía
De acuerdo a los datos suministrados por el secretario del virreinato Francisco Silvestre, en su libro Descripción del Reino de Santafé de Bogotá en 1789, la población de la provincia ascendía a los 21.931 habitantes. En 1835, la provincia contaba tan solo con 15.946 habitantes.
Según el censo de 1851, la provincia contaba con 18.573 habitantes, de los cuales 9.133 eran hombres y 9.441 eran mujeres.
| Evolución demográfica de la provincia de Casanare |
|                                                   |